# Butrintské jezero
Butrintské jezero (albánsky Liqeni i Butrintit) je přímořské lagunové jezero v nejjižnější části Albánie. Nachází se severně od města Butrint v okresu Saranda v kraji Vlora. Propadlina jezera je tektonického původu. Rozloha jezera je 16 km² a maximální hloubka 21 m. Leží v nadmořské výšce 0 m.

## Pobřeží
Na západě jezero od moře odděluje nízký poloostrov Ksamil s olivovníkovými sady. Pobřeží je tvořeno převážně zalesněnými kopci.

## Vodní režim
Do jezera ústí na severu řeka Bistrica. Na jihozápadě je spojeno s Kerkyrským průlivem Jónského moře kanálem Vivari. Tím proudí voda buď z jezera do moře nebo naopak podle směru větru a přílivu.

## Fauna
Jezero a jeho okolí tvoří národní park. Ze vzácných živočichů zde žijí pták koliha tenkozobá, želvy kareta obecná a kožatka velká. Také zde žije tuleň středomořský.